# Lebara Mobile
Lebara Mobile是一家在欧洲多个国家运营的通讯公司。Lebara Mobile当前使用沃达丰（英国）的网络。Lebara Mobile主要经营基本的语音通话和文字信息服务。由于该公司的主要目标客户是新移民，所以国际通话费用非常便宜。

## 参写
沃达丰